# Ґанґотрі
Ґанґотрі (гінді गंगोत्री, англ. Gangotri) — селище в окрузі Уттаркаші індійського штату Уттаракханд, розташоване на березі річки Бхаґіратхі, в межах Великого хребта Гімалаїв. Місто є важливим центром паломництва індусів.
Ґанґотрі вважається джерелом річки Ганг та місцем перебування богині Ґанґи, що асоціюється з річкою. В дійсності річка починається дещо вище, на ділянці Ґаумукх унизу льодовика Ґанґотрі, за 19 км від селища. Річка протікає містом під назвою Бхаґіратхі та отримує назву Ганг після злиття з Алакнандою біля міста Девпраяґ.
Селище центроване навколо храму Ґанґотрі, присвяченого Ґанзі, входить до паломницького маршруту Чота-Чар-Дхам. Храм був збудований гурхським намісником Амаром Сінґхом Тхапа на початку 18 століття. Щороку храм закривається восені на день Дівалі та відкривається в травні через чначний сніговий покрив. Взимку ідол з храму переноситься до селища Мукхба, біля Харсіла.
Обряди проводяться родиною пуджарі Семвал. Особливо видовищною є церемонія аарті в Ґанґотрі.
Дістатися до міста можна за день від Деградуна та інших головних міст штату. До селища веде автомобільна дорога, тому можна скористатися автомобілем або автобусом. Популярність храму та відносна легкість доспупу приводять до великого числа паломників, набагато більшого, ніж до сестринської паломницької ділянки, Ямунотрі, першого з Чота-Чар-Дхам. Для великого числа паломників селище є початком походів у напрямках до Ґаумукха і Тапована та до Кедартала.

## Галерея

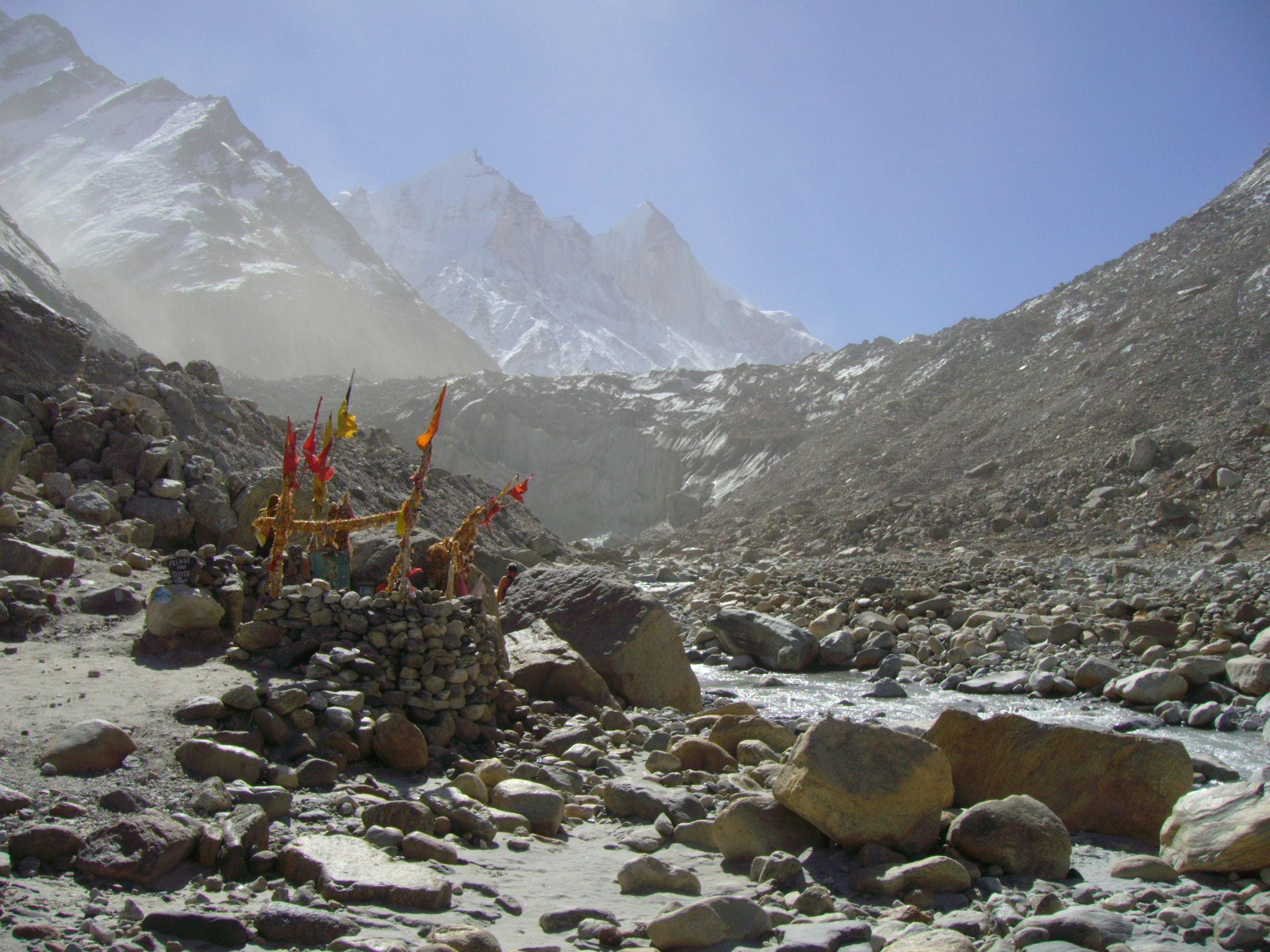
Ґаумукх, дійсний витік Бхаґіратхі (Гангу)
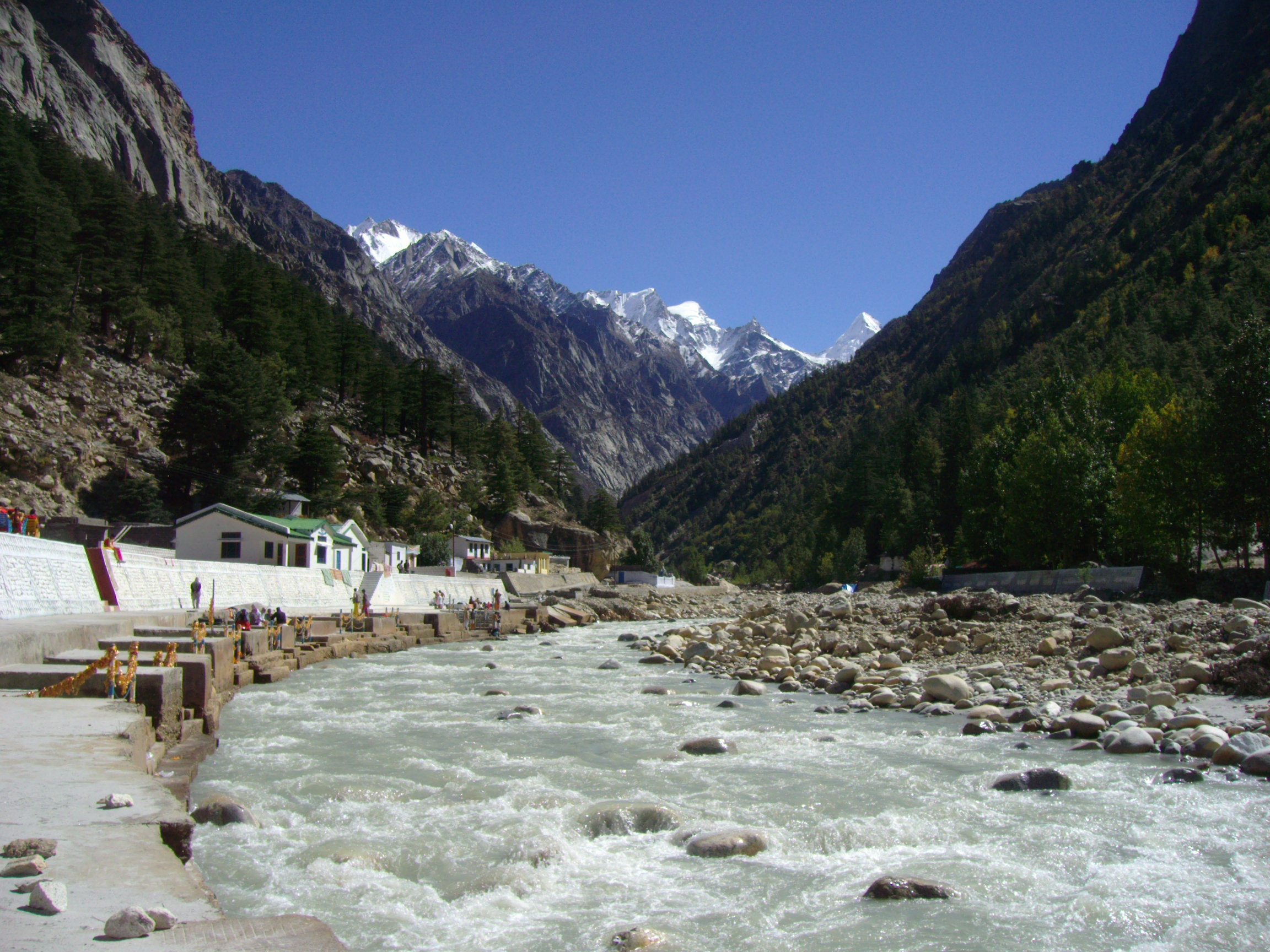
Річка Бхаґіратхі біля Ґанґотрі
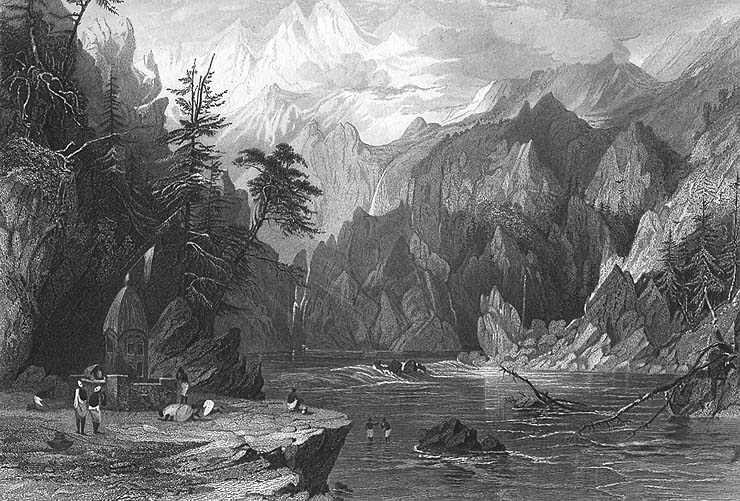
Ґанґотрі в 1850 році